# Player (album de M. Pokora)
Albums de M. Pokora
M. Pokora
(2004) MP3
(2008)
Singles
1. De Retour (feat. Tyron Carter)
Sortie : 20 février 2006
2. Oh La La La (Sexy Miss) (feat. Red Rat)
Sortie : 29 mai 2006
3. Mal de Guerre
Sortie : 23 octobre 2006

Player est le deuxième album du chanteur français M. Pokora, sorti le 23 janvier 2006 en France.

## Genèse de l'album
La réalisation des trois vidéoclips de l'album player sont faites par Karim Ouaret et M. Pokora, pour c4 productions.

## Caractéristiques de l'album
L'album Player est disponible en trois éditions : l'originale (avec un calendrier), la limitée qui contient deux titres bonus et la collector qui bénéficie d'un dvd en plus des deux titres bonus déjà présents sur l'édition limitée. Le nom « Player » vient d'une règle fondamentale au player, qui lui est propre, c'est de ne jamais se prendre au sérieux, d'où le nom de l'album et la philosophie de l'artiste.

## Accueil

### Accueil commercial
À sa sortie, l'album se classera à la première place du classement des ventes d'albums avec 31 000 exemplaires. En fin de promotion, l'album sera certifié disque de platine pour plus de 200 000 albums vendus.

## Fiche technique
| Player | Player                                      | Player                                    | Player                                    | Player                                 | Player | Player | Player | Player | Player |
| No     | Titre                                       | Paroles                                   | Musique                                   | Réalisateur artistique                 | Durée  |        |        |        |        |
| ------ | ------------------------------------------- | ----------------------------------------- | ----------------------------------------- | -------------------------------------- | ------ | ------ | ------ | ------ | ------ |
| 1.     | De retour (featuring Tyron Carter)          | M. Pokora, Tyron Carter                   | Suga P., J. Rollocks                      | D Town                                 | 3:30   |        |        |        |        |
| 2.     | Player                                      | M. Pokora, Tyron Carter                   | M. Pokora, Rachid Mir & Christian Dessart | The Bionix                             | 2:50   |        |        |        |        |
| 3.     | Oh la la la (sexy miss) (featuring Red Rat) | M. Pokora, Wallace Wilson                 | E-Rise & Doc Ness, M. Pokora              | E-Rise & Doc Ness, Crucial L. & Psycho | 3:00   |        |        |        |        |
| 4.     | Ce soir je lui dis tout                     | M. Pokora                                 | E-Rise & Doc Ness, M. Pokora              | E-Rise & Doc Ness                      | 3:50   |        |        |        |        |
| 5.     | Mal de guerre                               | M. Pokora, J. Brûlant                     | M. Pokora, Le Son Des Anges               | Le Son Des Anges                       | 3:56   |        |        |        |        |
| 6.     | L'enfer du samedi soir (featuring Zoxea)    | M. Pokora, R. Joseph, Zoxea               | Chyns, R. Joseph, Sageko                  | Shyns                                  | 4:08   |        |        |        |        |
| 7.     | Interlude (cynthia)                         | M. Pokora                                 | E-Rise & Doc Ness                         | E-Rise & Doc Ness                      | 1:00   |        |        |        |        |
| 8.     | Cynthia                                     | M. Pokora, Dalvin                         | M. Pokora, Dalvin                         | Dalvin                                 | 2:50   |        |        |        |        |
| 9.     | STP                                         | Gom, M. Pokora                            | M. Pokora, Rachid Mir & Christian Dessart | The Bionix                             | 3:30   |        |        |        |        |
| 10.    | Cette fille                                 | C. Dessart, R. Mir, M. Pokora             | C. Dessart, R. Mir, M. Pokora             | The Bionix                             | 3:14   |        |        |        |        |
| 11.    | Regarde maman                               | M. Pokora                                 | E-Rise & Doc Ness, Samir                  | Bionix                                 | 3:30   |        |        |        |        |
| 12.    | Oh (Ciara featuring M. Pokora)              | C. Harris, A. Harris, V. Davis, M. Pokora | Dre & Vidal                               | Dre & Vidal                            | 4:00   |        |        |        |        |
| 34:38  |                                             |                                           |                                           |                                        |        |        |        |        |        |

| Nouvelle Edition | Nouvelle Edition                                 | Nouvelle Edition                             | Nouvelle Edition                            | Nouvelle Edition              | Nouvelle Edition | Nouvelle Edition | Nouvelle Edition | Nouvelle Edition | Nouvelle Edition |
| No               | Titre                                            | Paroles                                      | Musique                                     | Réalisateur artistique        | Durée            |                  |                  |                  |                  |
| ---------------- | ------------------------------------------------ | -------------------------------------------- | ------------------------------------------- | ----------------------------- | ---------------- | ---------------- | ---------------- | ---------------- | ---------------- |
| 12.              | Celle                                            | M. Pokora, R. Desbonnes                      | E-Rise & Doc Ness, M. Pokora                | E-Rise & Doc Ness             | 3:18             |                  |                  |                  |                  |
| 13.              | It's alright (Ricky Martin featuring. M. Pokora) | D. Lopez, S. Lamilla, J. García, G. Pajon Jr | D. Lopez, G. Pajon Jr., W. Adams, R. Martin | Danny Lopez, Georges Pajon Jr | 3:24             |                  |                  |                  |                  |
| 14.              | Je sais / Oh (featuring Tyron Carter)            | M. Pokora, Tyron Carter                      | E-Rise & Doc Ness                           | E-Rise & Doc Ness             | 3:50             |                  |                  |                  |                  |
| 49:27            |                                                  |                                              |                                             |                               |                  |                  |                  |                  |                  |

### Crédits
Les crédits sont adaptés depuis Discogs.

#### Interprètes
- Chant : M. Pokora
- Chants additionnel : Tyron Carter (1, 15, 16), Red Rat (3), Zoxea (6), Ciara (12), Ricky Martin (14)
- Chœurs : Tania & C. (2, 9), Rudy Joseph (3, 4, 6, 11), Jérôme Brûlant & SBDA (5), Alice Houessou (7), Angie Castel (8), C. & Mizzy (10), Rudy Desbonnes (12)
- Voix additionnelles : Yanis Louis

#### Équipe de production
- Réalisateurs artistiques : D Towns Produtions (1), The Bionix (2, 9, 10), E-Rise & Doc Ness (3, 4, 7, 11, 14), Crucial L. & Psycho (3), Le son des anges (5), Shyns (6), Dalvin (8), Georges, Kool & Thierry (13)
- Mixage : Chris Chavenon, Rachid Mir (2, 9, 10)
- Directeur vocal : M. Pokora (1, 5, 8, 11), The Bionix (2, 9, 10), E-Rise (3, 4, 11, 12), M. Kool Louis (1, 2, 3, 5, 9, 10, 12), Dalvin (8)
- Arrangements voix : M2TheP Entertainment (1, 3, 4, 5, 6, 7, 8, 11)
- Enregistré par : The Bionix (2,9, 10), Hakeem Montanelli (1, 3, 4, 5, 6, 7, 8, 11), Georges, Kool & Thierry (13)
- Producteur exécutif : Georges Padey, Martial Kool Louis & Thierry pour EMC Records
- Design : Jérôme Colliard
- Mastering : Chris Chavanon
- Photographie : Vincent Bloch

## Classements et certifications
| Classement (2006) | Meilleure position |
| ----------------- | ------------------ |
| Belgique (Fr)     | 8                  |
| France            | 1                  |
| Suisse            | 37                 |

### Certification
| Pays          | Date            | Certifications | Ventes  |
| ------------- | --------------- | -------------- | ------- |
| France (SNEP) | 23 janvier 2006 | Platine        | 210 000 |

### Historique de sortie
- 23 janvier 2006 (édition standard et en édition limitée avec un calendrier)
- 29 mai 2006 (nouvelle édition, inclus le titre It's Alright, en duo avec Ricky Martin et un titre inédit Celle)
- 18 août 2006 (édition slidepac)
- 11 décembre 2006 (nouvelle réédition incluant le dvd Un an avec M. Pokora)